# Gerhard Schick
Gerhard Schick (sinh ngày 18 tháng 4 năm 1972) là một chuyên gia kinh tế và tài chính người Đức, và là người đứng đầu Finance Watch Deutschland. Trước đây ông từng là nghị sĩ Bundestag Đức cho Đảng Xanh.

## Giáo dục và sự nghiệp
Sau khi hoàn thành chương trình giáo dục trung học năm 1991 tại Gymnasium Hechingen, Schick đã hoàn thành Dịch vụ cộng đồng và tốt nghiệp vào năm 1992. Từ năm 1992 đến 1998, Schick tiếp tục với công việc giáo dục kinh tế tại Đại học Bamberg, Đại học Freiburg và Đại học Khiếu nại Madrid, nơi ông đã được trao bằng tốt nghiệp kinh tế Ngoại giao này. Sau đó, cho đến năm 2001, ông là cộng tác viên nghiên cứu tại Viện Walter Eucken Albert-Ludwigs-Đại học Freiburg và sau đó từ 2001 đến 2004, Quỹ Kinh tế Thị trường ở Berlin. Năm 2002, ông được trao bằng Ph.D. trong Tài chính từ Albert-Ludwigs-Universität Freiburg cho công trình của mình về "Chủ nghĩa liên bang kép ở châu Âu".  Năm 2004, ông gia nhập Quỹ Bertelsmann tại Gütersloh với tư cách là người quản lý dự án.

## Finance Watch Deutschland
Schick lãnh đạo việc thành lập một tổ chức phi chính phủ mới được gọi là "Bürgerbewegung Finanzwende" (Finance Watch Deutschland).

## Các hoạt động khác
- Nuclear Waste Disposal Fund, Thành viên thay thế của Hội đồng quản trị (từ năm 2018)
- Thành viên Viện nghiên cứu Solidarische Moderne (ISM) (từ năm 2010)[3]